# Teleskopisch
Als teleskopisch wird in der Astronomie eine Beobachtung bezeichnet, die nur mit einem geeigneten Fernrohr möglich ist. In erster Linie sind es Himmelsobjekte (Sterne, Planetoiden, Nebel, Galaxien),
- deren scheinbare Helligkeit geringer als 5 oder 6 mag ist
- oder deren Ausdehnung weniger als etwa 5 Bogenminuten beträgt
- oder deren Kontrast am Himmel für freiäugige Beobachtung nicht ausreicht,
- oder Doppelsterne mit einem engeren Winkelabstand als etwa 0,05 Grad.

Teleskopisch werden aber auch Meteore und Sternschnuppen genannt, die zufällig durchs Gesichtsfeld eines Fernrohrs ziehen, während der Beobachter gerade hineinblickt, sowie auf Fernrohre bezogenes Zubehör.